# حسن هرزندی
حسن هرزندی سیاست‌مدار ایرانی بود، که در دوره بیست و چهارم مجلس شورای ملی به عنوان نماینده مرند از استان آذربایجان شرقی در مجلس شورای ملی حضور داشت.